# Desperanto
Desperanto je čtvrtým albem Xaviera Baumaxy. Album vyšlo 1. dubna 2009.

## Seznam skladeb
- 01 Nedělní chvilka poesie – Shalom!
- 02 Vnější okraj vesmíru
- 03 Málem bych zapomněl
- 04 Positiff peopula
- 05 Em Rudenko/Opičan Havel – Čekání na nulu
- 06 Na druhé straně plotu
- 07 Žena vyvrknuvši kotník si
- 08 Em Rudenko – Wer ich?
- 09 Dobytí severního pólu židem Bobem Dylanem
- 10 Samba v kapkách chlastu
- 11 Rosička
- 12 Žestoka piča
- 13 DVD – vyčistit!
- 14 Nedělní chvilka poesie – Herečka
- 15 Pro missku jít
- 16 Ou, Waťana!
- 17 Opičan Havel – Totální rezignace
- 18 Narkoleptik
- 19 Sigur Rós
- 20 Pošumaví